# أثينا السوداء
كتاب أثينا السوداء: الجذور الأفريقية والأسيوية للحضارات الكلاسيكية (بالإنجليزية: Black Athena: The Afroasiatic Roots of Classical Civilization)‏ هو كتاب من ثلاث مجلدات للمؤرخ «مارتن برنال» يتناول فيه تاريخ الأغريق القدماء من منطلق مغاير للمعتاد عند المؤرخين المعاصرين. فوجهة نظر «برنال» تؤكد أن الحضارة الأغريقية القديمة مدينة لجيرانها من أسيا وأفريقيا (مصر وكنعان \فنيقيا) لدرجة كبيرة. ولا تقف أطروحة «برنال» عند ذلك بل تصرح بأن وجهة نظر المؤرخين الغربيين تغيرت من الاعتراف بدين الحضارة الأغريقية لحضارات الشرق الأوسط لإنكارهم وجحودهم خلال القرن الثامن عشر بعد الميلاد تحيزا منهم إلى انتمائهم الغربي.
لقد رد بعض المؤرخون الغربيون، أمثال "رونالد ه. فرتز"، بأن موقفهم يعترف بالموروث الحضاري (من مصر، كنعان-فنيقيا وبلاد الرافدين) بما فيه الكفاية وأن كتاب «برنال» أستغل من قبل الحركة الفكرية المسيسة والمتحيزة لأفريقيا وأدی الی اختلاق تاريخ مزيف. ووفقًا للمؤرخة كريستينا ريجز، "تبنى علماء الأفروسنترية ودراسات ما بعد الاستعمار الكتاب، على الرغم من رفض علم الآثار والمصريات والدراسات الكلاسيكية الكثير من أدلة برنال، وضمنًا أو صراحةً أطروحته الأساسية نفسها.

## أطروحة «أثينا السوداء»
أصول الحضارة الاغريقية القديمة: يرفض «برنال» في كتابه «أثينا السوداء» النظرية السائدة اليوم بخصوص أصول الحضارة الأغريقية القديمة والتي تری أن مؤسسيها كانوا مستوطنون «أريون» نزحوا الي اليونان من أواساط أوروبا. وسمی «برنال» هذه النظرية بال«النموذج الأري»، وظهرت هذه النظرية في أواخر القرن الثامن عشر الميلادي، ولقت قبولا متزايدا في القرن التاسع عشر حتی باتت الآن النظرية السائدة.
ومع رفضه للنموذج الأري يؤيد «برنال» ما يطلق عليه «النموذج القديم». ويطلق هذا الأسم علی النظرية التي يؤيدها لأنها النظرية التي كان يستعملها القدماء أنفسهم (من اغريق وروم الخ…) عندما كانوا يتحدثون عن أصول الحضارة الاغريقية.
ومن ضمن أشهر ما يستدل به من أقوال الأغريق القدماء بخصوص أصول حضارتهم والمطابقة للنموذج القديم الذي يؤيده «برنال»:
- شهادة «أيسكولس» (الذي ولد حوالي 525 ق.م. ومات حوالي 456 ق.م. ويعد أعتق كاتب مسرحي اغريقي نستطيع قرأة منشوراته أو إنتاج مسرحياته) في تمثيلته المتوسلات. وهذه التمثلية مبنية علی أسطورة أغريقية عن نشأة مدينتي «أرغوس» و«ميسيني» وتحضرهما بقدوم «دانوس» المصري القديم وبناته الخمسون الي «أرغوس». وفي الأسطورة تزوجت «هيبرمنيسترا»، أحد بنات «دانوس»، شاب من «أرغوس» فكان من ذريتها «برسيوس» الذي أسس «ميسيني»، تلك المدينة التي سميت من أجلها أول حضارة أغريقية (الحضارة الميسينية من حوالي 1600 ق.م الی حوالي 1100 ق.م.). ويجدر الذكر هنا أن الأغريق القدماء أعتادوا تسمية أنفسهم «دانيون» نسبة الي «دانوس» مفاخرة منهم بانحدارهم الأسطوري من ذلك المصري.
-ودليل أخر للنموذج القديم: إشارة الشاعر «هومر» (في حوالي 800ق.م) في قصيدته "الإلياذة" الي الأغريق بال"أكيون" 598 مرة (أي الأتون من "أكيا" التي تقع شمال «أرغوس») وال«دانيون» 138 مرة (أي المنحدرون من «دانوس» المصري القديم، توأم "ايجبتوس"، أب وملك المصريين في أساطير الأغريق) وال"أرغيون" 182 مرة (أي الأتون من «أرغوس»)، وأخيراَ َ بال"هالينس" مرة واحدة فقط. وللعلم فان اليونانيين المعاصرين يسمون أنفسهم "هالينس" "Έλληνες.
يُجمع المؤرخون أن «هومر» شاعر يكاد يكون خرافي لا يعلم أحد بيقين متی عاش وكيف نقلت الإلياذة الينا وغالب الظن أن النقل كان شفوياَ َ لعقود قبل أن يدون. إذ أن المصدر مربك.
- كما يعلمنا «برنال» أن المتوسلات مسرحية من غيابات التاريخ وأنها تحكي أحداث بأسلوب أسطوري وليس بموضوعي. وتتناول الأسطورة التي ألهمت المتوسلات موضوع إنشاء مدن حوالي 1000 عام قبل ميلاد «أيسكولس». إذ أن المصدر مربك.
- يعلمنا «برنال» (وسرعان ما يدرك القارئ ل«'اثينا السوداء») أن تاريخ الأغريق القدماء غامض وأن التواريخ مربكة، والمصادر متناقضة، وحتی بعض الشخصيات (مثل «هومر») مشكوك فيها. فهناك مؤرخون، مثل «مارتن وست»، لايؤمنون بوجود «هومر» كشخص اطلاقاَ!
ولكن … مع الخلافات في المصادر التي يسردها «برنال» واعترافه بالخلافات يدرك القارئ:
أن الأغريق القدماء سردوا قصص شتی يدعون انحدارهم من مصري أسمه «دانوس» وذلك يساند النموذج القديم.